# Charles S. Thomas
Charles S. Thomas (Darien, 1849. december 6. – Denver, 1934. június 24.) az Amerikai Egyesült Államok szenátora (Colorado, 1913–1921).